# Darko Fejsa
Darko Fejsa (serbisch-kyrillisch: Дарко Фејса; * 27. August 1987 in Titov Vrbas, Jugoslawien, heute Serbien) ist ein ehemaliger serbischer Fußballspieler.

## Karriere
Er verbrachte die meiste Zeit seiner Profilaufbahn bei Hajduk Kula. Dort spielte er sechs Jahre und absolvierte insgesamt 113 Spiele für den Verein. Von 2013 bis Ende 2014 spielte er danach noch für Radnički Kragujevac.
Er ist der Bruder des serbischen Nationalspielers Ljubomir Fejsa.